# Bouges-le-Château
Bouges-le-Château ist eine französische Gemeinde mit 264 Einwohnern (Stand: 1. Januar 2022) im Département Indre in der Region Centre-Val de Loire. Bouges-le-Château gehört zum  Arrondissement Châteauroux und zum Kanton Levroux. Die Einwohner werden Bougeois und Bougeoises genannt.

## Geographie
Bouges-le-Château liegt etwa 29 Kilometer nördlich von Châteauroux. Umgeben wird Bouges-le-Château von den Nachbargemeinden Rouvres-les-Bois im Norden, Fontenay im Nordosten, Liniez im Osten, Bretagne im Süden und Südosten, Levroux im Süden und Südwesten, Moulins-sur-Céphons im Westen und Südwesten sowie Baudres im Westen und Nordwesten.

## Geschichte

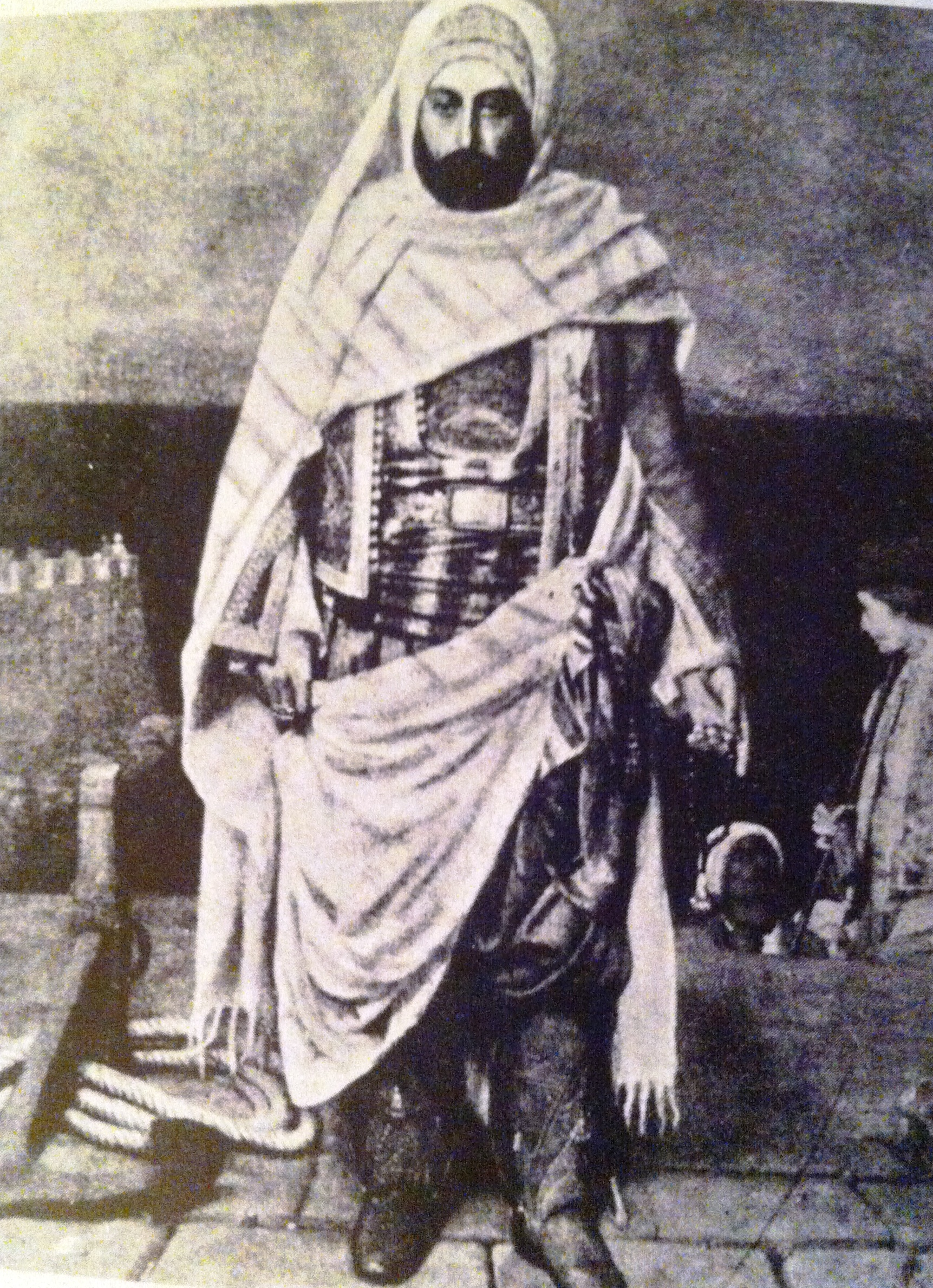
Mahmoud Ben Ayed nach Eugène Delacroix um 1860

1856 kaufte der Tunesier Mahmoud Ben Ayed das Schloss Bouges. Nach seiner Einbürgerung lebte er seit Juni 1852 in Frankreich, um sich dem Zugriff des Beys von Tunis, Sadok Bey, zu entziehen, dem er in großem Umfang Geld abgezweigt hatte.

## Bevölkerungsentwicklung
| Jahr                      | 1962 | 1968 | 1975 | 1982 | 1990 | 1999 | 2006 | 2013 | 2020 |
| Einwohner                 | 588  | 501  | 402  | 360  | 308  | 255  | 260  | 280  | 261  |
| Quelle: Cassini und INSEE |      |      |      |      |      |      |      |      |      |

## Auszeichnungen
Die Gemeinde erhielt 2022 die Auszeichnung „Eine Blume“, die vom Conseil national des villes et villages fleuris (CNVVF) im Rahmen des jährlichen Wettbewerbs der blumengeschmückten Städte und Dörfer verliehen wird.

## Sehenswürdigkeiten
- Kirche Saint-Germain
- Schloss Bouges, 1765 erbaut, seit 2001 als Monument historique klassifiziert

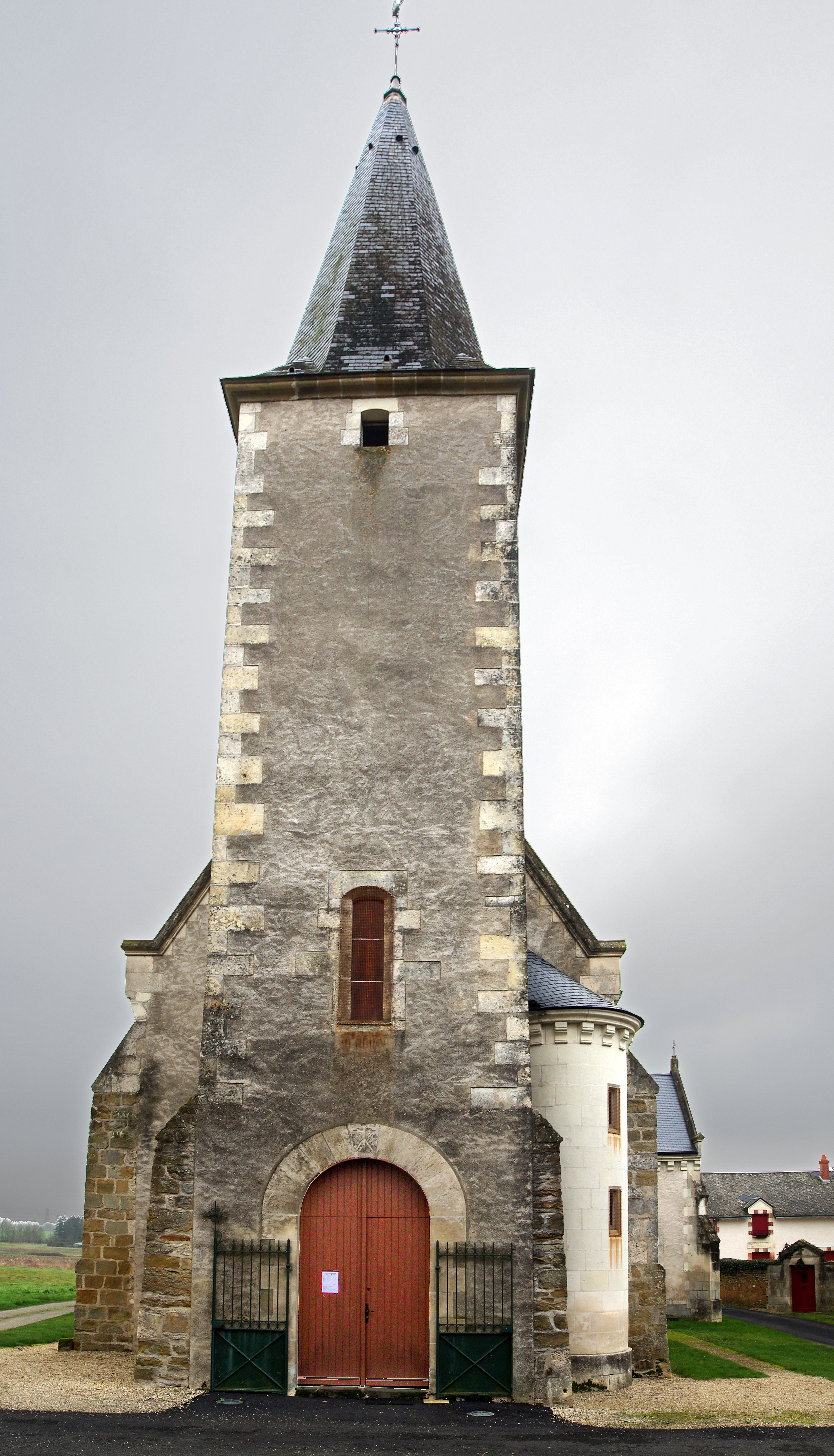
Kirche Saint-Germain
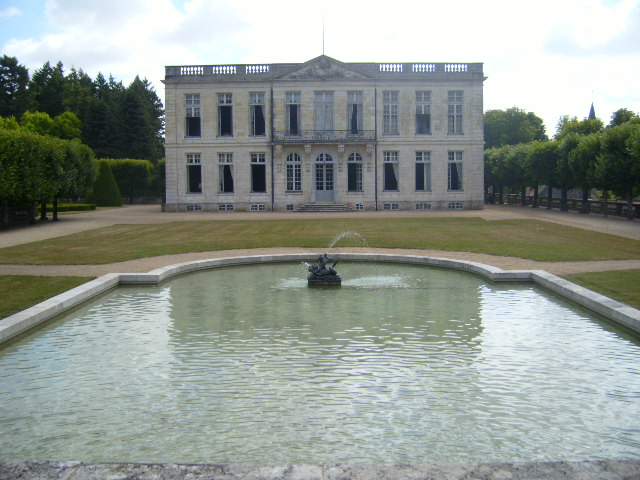
Schloss Bouges